# 鄭泳文
鄭 泳文（Jung Young Moon、チョン・ヨンムン、1965年 - ）は韓国の小説家、翻訳家。慶尚南道咸陽郡出身。

## 略歴
1965年、慶尚南道咸陽郡に生まれる。1996年に長編『겨우 존재하는 인간(かろうじて存在する人間)』を発表して作品活動をスタートした。心理学を勉強した鄭は、人間心理の本然の問題にこだわってきた作家である。鄭は、韓国の文学では稀な死と救援の問題、人間の夢と本能的な悪魔性など、暗くて難解なテーマを扱ってきた。デビュー作以来、グロテスクな素材や残酷な悪魔性を描いており、また生活の倦怠感に耐えられない主人公を多く登場させている。しかし鄭の小説にはユーモアが必ず入っており、このユーモアは世界に対する虚脱な嘲弄から始まったもので、社会の不条理を知った後に感じる虚無感である。
最近の小説には動物や森のイメージが多く登場する。短編『닭과 함께 하는 어떤(鶏と一緒のある)』には人を見下す九官鳥が登場する。人間価値に対する否定が、人間ではない存在に対する関心へ移るようにしたのである。現実と幻想、人間と非人間、意味と無意味の区分を無力化している鄭の小説は現実社会に対する嘲弄として評価される。

## 年譜
- 1965年、慶尚南道咸陽郡に生まれる。[1]
- 1999年、第12回東西文学賞受賞。
- 2012年、第17回韓戊淑文学賞、第43回東仁文学賞、第20回大山文学賞小説部門受賞。

## 代表作品
- 1997年、겨우 존재하는 인간(かろうじて存在する人間) [1]
- 1998年、검은 이야기 사슬(黒い話鎖)
- 1999年、하품(あくび)
- 2000年、나를 두둔하는 악마에 대한 불온한 이야기(私をかばう悪魔に対する不穏な話)、핏기 없는 독백(血の気のない独白)
- 2001年、더없이 어렴풋한 일요일(この上なく曖昧な日曜日)
- 2002年、중얼거리다(つぶやく)
- 2003年、꿈(夢)
- 2004年、달에 홀린 광대(月に魅了されたおどけ者)
- 2008年、목신의 어떤 오후 (木神のある午後)
- 2010年、바셀린 붓다(ワセリンブツダ)
- 2011年、어떤 작위의 세계(ある作為の世界)